# Potočić
Potočić (cyr. Поточић) – wieś w Serbii, w okręgu toplickim, w mieście Prokuplje. W 2011 roku liczyła 420 mieszkańców.